# Kunstskøjteløb under vinter-OL 2014
Kunstskøjteløb under vinter-OL 2014 blev arrangeret i Isfjellet skøjtepalads i Sotji fra 6. til 22. februar 2014. Der blev konkurreret i fem øvelser; to individuelle, single for damer og mænd og i isdans, parløb og holdkonkurrence.

## Medaljer
| Kunstskøjteløb under vinter-OL 2014 – Sotji | Kunstskøjteløb under vinter-OL 2014 – Sotji | Kunstskøjteløb under vinter-OL 2014 – Sotji | Kunstskøjteløb under vinter-OL 2014 – Sotji | Kunstskøjteløb under vinter-OL 2014 – Sotji | Kunstskøjteløb under vinter-OL 2014 – Sotji |
| ------------------------------------------- | ------------------------------------------- | ------------------------------------------- | ------------------------------------------- | ------------------------------------------- | ------------------------------------------- |
| Nr.                                         | Land                                        | Guld                                        | Sølv                                        | Bronze                                      | Totalt                                      |
| 1.                                          | Rusland (RUS)                               | 3                                           | 1                                           | 1                                           | 5                                           |
| 2.                                          | USA (USA)                                   | 1                                           | 0                                           | 1                                           | 2                                           |
| 3.                                          | Japan (JPN)                                 | 1                                           | 0                                           | 0                                           | 1                                           |
| 4.                                          | Canada (CAN)                                | 0                                           | 3                                           | 0                                           | 3                                           |
| 5.                                          | Sydkorea (KOR)                              | 0                                           | 1                                           | 0                                           | 1                                           |
| 6.                                          | Italien (ITA)                               | 0                                           | 0                                           | 1                                           | 1                                           |
| 6.                                          | Kasakhstan (KAZ)                            | 0                                           | 0                                           | 1                                           | 1                                           |
| 6.                                          | Tyskland (GER)                              | 0                                           | 0                                           | 1                                           | 1                                           |
| Totalt                                      | Totalt                                      | 5                                           | 5                                           | 5                                           | 15                                          |

### Medaljevindere
| Disciplin      | Guld | Guld   | Sølv | Sølv   | Bronze | Bronze |
| -------------- | --- | ------ | --- | ------ | --- | ------ |
| Single mænd    | Yuzuru Hanyu | 280,09 | Patrick Chan | 275,62 | Denis Ten | 255,10 |
| Single kvinder | Adelina Sotnikova | 224,59 | Kim Yuna | 219,11 | Carolina Kostner | 216,73 |
| Parløb         | Tatjana Volosozjar og Maksim Trankov | 236,86 | Ksenija Stolbova og Fjodor Klimov | 218,68 | Aljona Savchenko og Robin Szolkowy | 215,78 |
| Isdans         | Meryl Davis og Charlie White | 195,52 | Tessa Virtue og Scott Moir | 190,99 | Jelena Ilinykh og Nikita Katsalapov | 183,48 |
| Hold           | Rusland (RUS) · Jevgenij Pljusjtsjenko · Julija Lipnitskaja · Ksenija Stolbova / Fjodor Klimov** · Jelena Iljinykh / Nikita Katsalapov** · Tatjana Volosozjar / Maksim Trankov* · Jekaterina Bobrova / Dmitrij Solovjov* | 75     | Canada (CAN) · Kevin Reynolds** · Kaetlyn Osmond · Kirsten Moore-Towers / Dylan Moscovitch** · Tessa Virtue / Scott Moir · Patrick Chan* · Meagan Duhamel / Eric Radford* · | 65     | USA (USA) · Jason Brown** · Gracie Gold** · Marissa Castelli / Simon Shnapir · Meryl Davis / Charlie White · Jeremy Abbott* · Ashley Wagner* · | 60     |